# Karin Boye
Karin Maria Boye, under en tid Björk, född 26 oktober 1900 på Vasaplatsen 11 i Göteborg, död natten till den 24 april 1941 i Alingsås (folkbokförd i Oscars församling, Stockholm), var en svensk författare, poet och översättare. Hon var mest känd för sin poesi, men skrev även flera romaner samt noveller och artiklar. Av hennes prosaverk har den dystopiska science fiction-romanen Kallocain blivit den mest uppmärksammade.

## Biografi

### Barndom och studier
Hennes far, civilingenjör Fritz Boye (1857–1927), och hennes mor Signe (1875–1976), född Liljestrand, kom båda från välbärgade familjer; Fritz far var grosshandlaren Eduard Boye. Karin Boye tyckte att hon själv blev "överexemplariskt" skött. År 1907 började hon i Mathilda Halls skola i Göteborg. Hon hade höga betyg i skolan. Hennes syskon var Sven (1903–1974) och Ulf (1904–1999). Fadern bytte anställning till en tjänst på Försäkringsinspektionen i Stockholm och familjen flyttade därför dit 1909.
År 1915 bosatte sig familjen i Huddinge, på den plats där idag Sjödalsgymnasiet ligger. Där i en skogsbacke med björkar, rakvuxna furor och ekar hade det byggts en högrest villabyggnad, faluröd med vita knutar och listverk. Familjen gav sin nya boning namnet Björkebo. Där skrev hon mycket ungdomslyrik, noveller och teaterpjäser samt ritade och målade akvareller. Mindre känt om Karin Boye är att hon målade mycket personliga akvareller med mytiska figurer. Dessa upptog senare ett helt rum på Prins Eugens Waldemarsudde.

### Universitetsstudier
Karin Boye avlade studentexamen vid Åhlinska skolan i Stockholm 1920, och folkskollärarexamen 1921 vid Södra seminariet i Stockholm. Därefter begav hon sig till Uppsala för att studera grekiska, nordiska språk och litteraturhistoria. På ett kristet sommarläger i Fogelstad hade hon 1918 träffat Anita Nathorst, som hon kom att återse i Uppsala. Den sju år äldre Nathorst hade studerat teologi och humaniora vid Uppsala universitet. Under sitt sista år på universitetet gick Boye med i Clarté. Hon tog en filosofisk ämbetsexamen vid Stockholms högskola 1928; allvarlig överansträngning och stress hade då tvingat henne att lämna Uppsala men den närmare bakgrunden är oklar. Därutöver var hon ordförande i Kvinnliga studentföreningen och skrev i studenttidningen Ergo.

### Tidig karriär

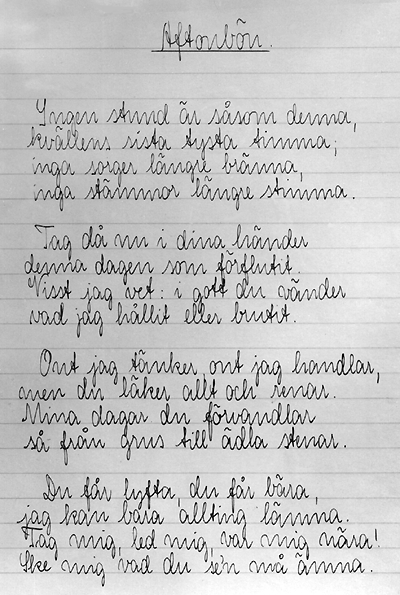
Dikten "Aftonbön", handskriven av Karin Boye 1922.

1922 debuterade hon med diktsamlingen Moln som förmedlade en ung människas grubbel över Gud, livets brister och sin egen framtid. Men där fanns också hennes speciella särdrag och motivkretsar. Formellt märks de lättflytande rimmen och tendensen till bokstavsrim (som skulle förstärkas när hon fick läsa Eddans dikter på isländska i Uppsala). Men framför allt är den speciella rytmen slående, där till exempel betonade stavelser avlöser varandra. I de följande diktsamlingarna Gömda land 1924 och Härdarna 1927 manar hon, med grund i kristna motiv, till tapperhet, strid och offer. 1925 höll hon sitt berömda Tal till mannen vid studentkårens vårfest. Den första romanen, Astarte, fick pris i en nordisk romanpristävling 1931.
1927 blev Karin Boye medlem av den socialistiska tidskriften Clartés redaktion. Hon var också med och grundade tidskriften Spektrum och ingick i dess redaktion 1931-1932 tillsammans med Josef Riwkin, Erik Mesterton och Gunnar Ekelöf. I Spektrum publicerades Boyes essä "Språket bortom logiken" där hon på psykoanalytisk grund pläderade för ett nytt poetiskt symbolspråk. Hon kom också att bidra med en del av kapitalet för detta initiativ (hennes far hade avlidit 1927 och de ärvda pengarna från honom gjorde henne ekonomiskt oberoende under några år).
1931 blev hon invald i Samfundet De Nio.

### Uppgörelse med sig själv
Under en vistelse i Berlin 1932–1933 tog hon steget till att leva med sin homosexualitet, på ett tydligare sätt än tidigare. Hennes äktenskap med Leif Björk upplöstes under Berlinåret, och när hon återvände till Sverige var hon som vännerna upplevde det förändrad. Hon var mer elegant, mindre intresserad av den aktivt marxistiska sidan i Clarté och kanske mera sårbar än tidigare. Efter en tid bjöd hon in en ung tysk-judisk kvinna, Margot Hanel, som hon mött och "förfört" (hennes eget uttryck) i Berlin. De två kom från och med 1934 att leva tillsammans i princip fram till Boyes död – detta vid en tid då homosexualitet fortfarande var ett brott i Sverige. Boyes djupa kärlek till Anita Nathorst blev aldrig besvarad.
Boye hade förmodligen varit medveten om en lesbisk eller bisexuell sida hos sig själv sedan tiden för debutboken. Detta var en dragning hon hade svårt att själv acceptera, därför att den tycktes kräva av henne att hon skulle leva som en man; dessutom var det svårt att tala öppet om saken. Margit Abenius, som kände Boye från studentåren och framåt och starkt kom att påverka bilden av henne, spårar det här problemet från och med hennes tonårsdikter. Redan i de dikter och legender hon skrev i tonåren identifierar sig Boye mycket ofta med manliga hjältar, och deras offerhandlingar kan ofta ses som erotiskt laddade.
Abenius menar att kampen mellan att vara trogen sina egna val – även de omedvetna valen – och sin egen övertygelse ("att leva rak", med Boyes egna ord) har en del att göra med Boyes insikt om sin förbjudna lust. Detta var även kopplat till de yttre moraliska krav som vi gärna vill ta på oss (överjaget hos Freud) – en viktig konfliktlinje från debutboken och framåt. Boye gör själv en liknande tolkning i Kris. Denna är dock skriven just efter Berlinåret. Därför kan man inte utan vidare se romanen som facit till den kris Boye genomgick i början av 1921, en kris som hon själv gjorde en första analys av i ett brev till väninnan Agnes Fellenius. Under tiden i Berlin genomgick hon viss psykoanalytisk behandling, och kunde bevittna nazismens genombrott på nära håll.

### Berömda verk
Karin Boyes mest berömda dikt är troligen "Ja visst gör det ont" ur samlingen För trädets skull, följt av "I rörelse" ur samlingen Härdarna. Av prosaverken är de mest kända den delvis självbiografiska romanen Kris och dystopin Kallocain.
Som essäist sysslade hon främst med litteraturanalyser och det psykoanalytiska inflytandet på modernismen; hon var också verksam som kritiker. Karin Boye räknas till den andra generationens svenska modernister (efter första vågens Pär Lagerkvist och Birger Sjöberg).

### Död

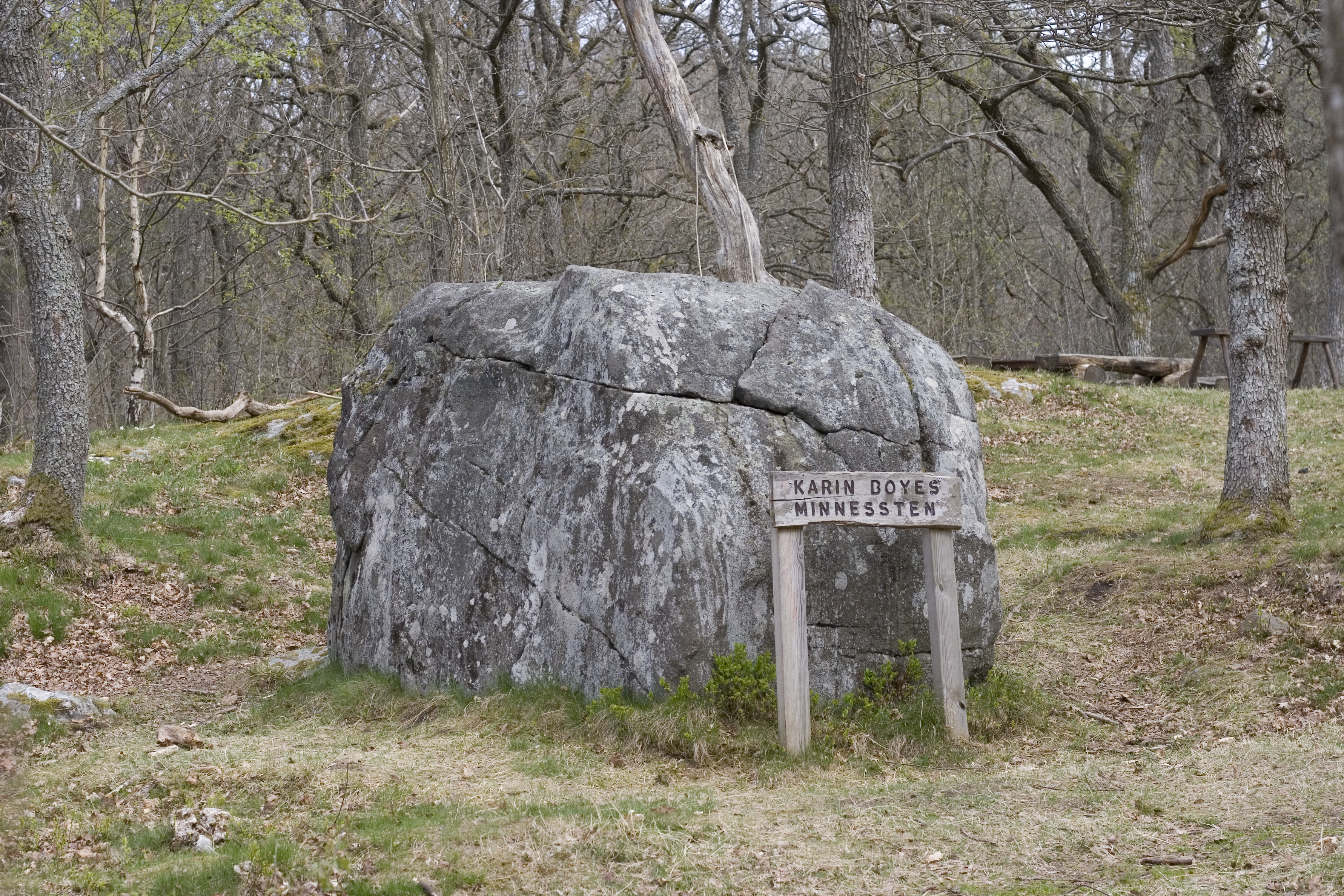
Denna sten i stadsdelen Nolby i Alingsås är en minnesplats för Karin Boye. På en höjd i skogen cirka 150 meter nordost om stenen hittades Karin Boye död den 27 april 1941, där hon satt ihopkrupen på en plats med utsikt över naturen och med staden Alingsås i fonden.

Karin Boye avled efter en överdos av sömnmedel (självmord) den 23 april 1941. Enligt handlingar i Göteborgs landsarkiv hittades Karin Boyes livlösa kropp vid en stor sten på en kulle i utkanten av Alingsås. Detta var en utsiktsplats som hon och väninnan Anita Nathorst brukade besöka, och Boye vistades i Alingsås just för att hjälpa Nathorst. Anita Nathorst var döende i cancer, och Boye var under sina sista månader – att döma av brev och uttalanden från vänner – i ett ibland pressat, alltmer labilt sinnestillstånd. Stenen i området Nolby där Karin Boye hittades har senare gjorts till en minnessten och finns med på Alingsås turistkarta. Karin Boye är begravd på Östra kyrkogården i Göteborg.
En månad efter Boyes död tog även hennes käresta Margot Hanel (som inte var med henne i Alingsås) sitt liv. Anita Nathorst avled i cancer i augusti samma år.

### Äktenskap
Karin Boye var 1929–1934 gift med nationalekonomen Leif Björk (1907–2000). Han var bror till Kaj Björk.

## Eftermäle och minnen

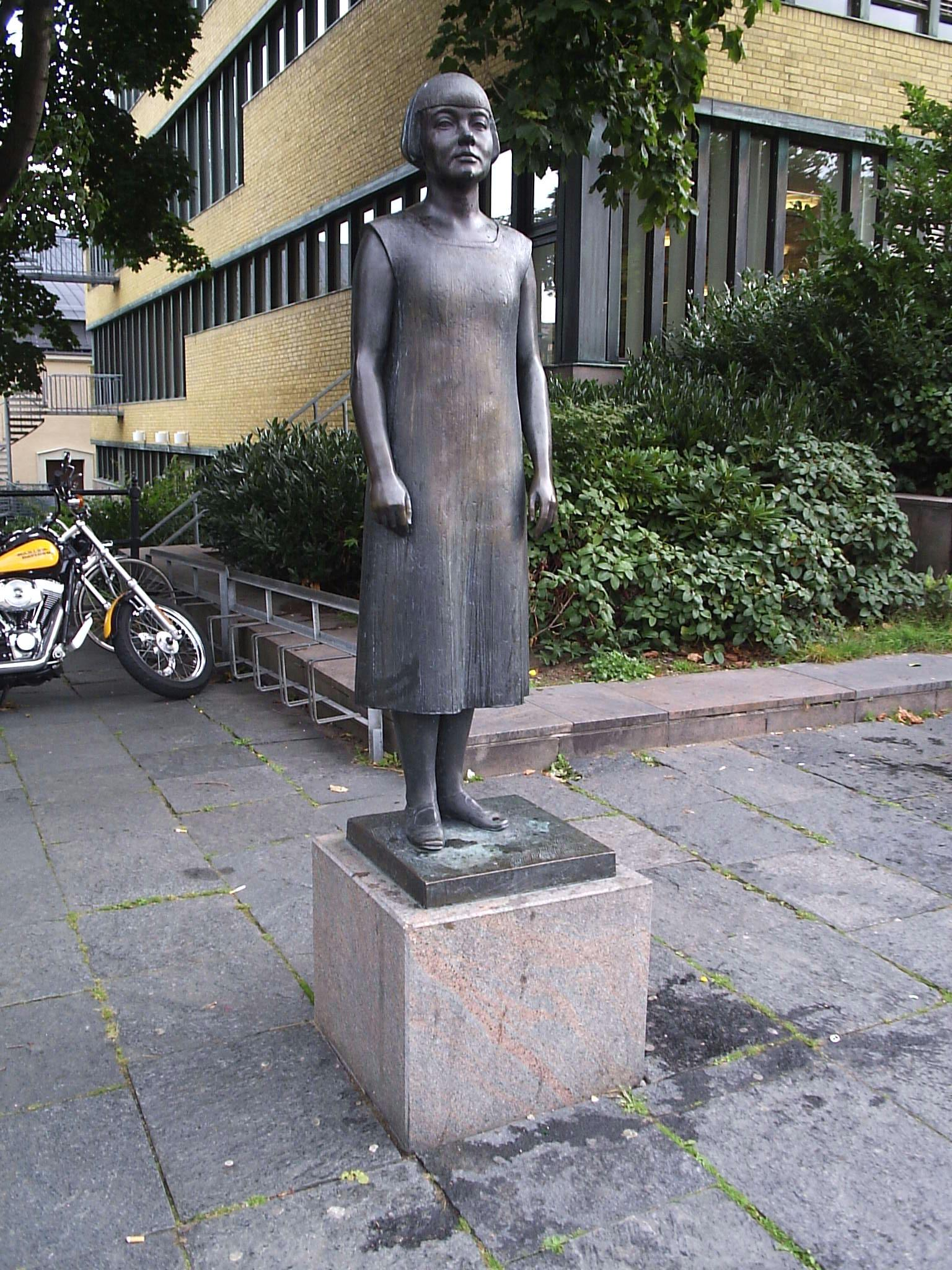
Peter Lindes staty över Karin Boye, utanför Göteborgs stadsbibliotek 2005.

Året efter Boyes död publicerades en postum hyllningsbok, Karin Boye - Minnen och studier (redigerad av Margit Abenius och Olof Lagercrantz) och med bidrag från flera av hennes författarvänner. Sist i boken stod Hjalmar Gullbergs dikt Död amazon, som skrivits under direkt intryck av Boyes död och tidigare tryckts i BLM i maj 1941. Den gav en stram formulering av det heroiska, trotsiga och tragiska i hennes liv och verk, och ställer metaforiskt detta liv emot att tyska och grekiska trupper vid samma tidpunkt var i strid vid Thermopyle, den plats där spartanska krigare hade kämpat till sista man för det antika Greklands frihet. Dikten kan ses som ett klassiskt uttryck för den heroiska bilden av Boye.
En vers ur Boyes postumt utgivna diktcykel De sju dödssynderna ("Allt som är spritt och delat") finns medtagen som så kallad läsepsalm i Psalmer och visor 76. Den togs dock inte med i den slutligen antagna 1986 års psalmbok. En staty över Karin Boye står rest vid Göteborgs stadsbibliotek, nära Götaplatsen. En staty finns sedan 1980 även i Huddinge, där kommunen sedan 1998 delar ut det årliga Karin Boyes litterära pris. Ytterligare en staty finns vid Stockholms universitet och Karin Boyes träd finns i Uppsala. Se vidare listan över minnesmärken nedan.
På senare år har Boye, hennes liv och författarskap varit föremål för olika forskningsinsatser och publicerade böcker. Utöver Karin Boye-sällskapet (bildat 1983) har bland annat Paulina Helgeson och Pia-Kristina Garde i olika texter och biografiska böcker presenterat Boyes bakgrund och relationer. 2013 kom Jessica Kolterjahns Den bästa dagen är en dag av törst, en biografisk roman ("litterär fantasi", med Kolterjahns egna ord) baserad på Karin Boyes tid i Berlin 1932–1933.
2015 kom en uppföljare till Kallocain, författad av Johanna Nilsson, under namnet Det grönare djupet.
2017 utkom Den nya dagen gryr: Karin Boyes författarliv av Johan Svedjedal, den första stora biografin om Karin Boye sedan Margit Abenius Drabbad av renhet från 1950.
Daniel Lemma sjunger Karin Boye är Boyes poesi i tonsatt version. Det första albumet, Stjärnornas tröst, utkom 2016. Under 2024 har även Evighet, De mörka änglarna och Stjärnorna utkommit som singlar inom samma tema.

### Minnesmärken
- Karin Boyes rum (eller Karin Boye-rummet). Permanent utställning/installation på Fullersta gård i Huddinge kommun under titeln ”Klädd i resdräkt”.
- Karin Boyes födelsehus i Göteborg, minnesplakett på huset på Vasaplatsen 11 i Göteborg.
- Karin Boyes träd i Uppsala, planterades utanför Carolina Rediviva 18 maj 1985.
- Karin Boyes staty i Huddinge centrum av Peter Linde[30] uppförd 1980. På näraliggande fasader finns sedan plaketter med dikter av henne.
- Karin Boyes backe, är en gata i Huddinge. Gatan ligger inte långt ifrån där Villa Björkebo låg, huset där Karin Boye bodde med sin familj år 1915-1921.
- Karin Boyes staty i Göteborg, av Peter Linde uppförd 1987.
- Karin Boyes staty på Stockholms universitetsbibliotek av Ylva Lindgren och Jan-Erik Björk uppförd 2000.
- Karin Boyes minnessten i Alingsås, den sten som Karin Boye hittades död bredvid den 25 april 1941.
- Karin Boye-biblioteket i Uppsala sedan 2004.
- Karin Boyes gata i Fruängen
- Karin Boyeskolan (högstadieskola) i Motala sedan 2004.
- Boye flyttade 1933 in på Skeppargatan 102 i Stockholm. För att hylla henne, försågs huset 2011 med en skylt som anger hennes tid på Gärdet samt dikten "Till dig", tillägnad Margot Hanel.[31]
- I november 1992 döpte Göteborgs spårväg en spårvagn till "Karin Boye".[32]
- Boye en nedslagskrater på planeten Venus.[33]

### Romaner
- 1931 – Astarte
- 1933 – Merit vaknar
- 1934 – Kris
- 1936 – För lite
- 1940 – Kallocain

### Diktsamlingar
- 1922 – Moln
- 1924 – Gömda land
- 1927 – Härdarna
- 1935 –  För trädets skull
- 1941 – De sju dödssynderna och andra dikter (postumt utgiven av Hjalmar Gullberg; titeldikten verkar ha påbörjats runt 1938 och förblev ofullbordad trots intensivt arbete)

### Essäer
- 1932 – Språket bortom logiken (publicerad i tidskriften Spektrum)

### Novellsamlingar
- 1934 – Uppgörelser[34]
- 1940 – Ur funktion[35]
- 1941 – Bebådelse[36]

### Samlade verk
- Samlade skrifter / [red. och kommenterad av Margit Abenius]. Stockholm: Bonnier. Libris 10409
  -  [1], Astarte. 1947. Libris 10410
  -  [2], Merit vaknar. 1948. Libris 10411
  -  [3], Kris. 1948. Libris 10412
  -  [4], För lite. 1948. Libris 10413
  -  [5], Kallocain ([Ny utg.]). 1948. Libris 10417
  -  [6], Uppgörelser. 1948. Libris 10414
  -  [7], Ur funktion : noveller. 1948. Libris 10415
  -  [8], Bebådelse : noveller. 1948. Libris 10416
  -  [9], Tendens och verkan. 1949. Libris 10418
  -  [10], Dikter. 1950. Libris 10419
  -  11, Varia. Stockholm: Bonnier. 1949. Libris 19990473. http://hdl.handle.net/2077/51266

### Brev
- Ett verkligt jordiskt liv : brev / urval och kommentarer: Paulina Helgeson. Stockholm: Bonnier. 2000. Libris 8345227. ISBN 91-0-057138-5. http://litteraturbanken.se/forfattare/BoyeK/titlar/EttVerkligtJordiskt/sida/3/faksimil

### Översättningar
- Fedor Gladkov: Cement (Cement) (från Olga Halperns tyska översättning, Fram, 1927)
- Thomas Mann: Bergtagen (Bonnier, 1929)
- Stefan Zweig: Ödestimmar: fem historiska miniatyrer (Sternstunden der Menschheit) (Ringförlaget, 1932)
- T.S. Eliot: Det öde landet (The Waste Land) (översatt tillsammans med Erik Mesterton, i tidskriften Spektrum, 1932)
- Frida Uhl: Strindberg och hans andra hustru (Bonnier, 1933-1934)
- Rudolf G. Binding: Offervandring (Der Opfergang) (Ringförlaget, 1933)
- Jakob Wassermann: Etzel Andergast (Etzel Andergast) (Bonnier, 1934)
- Stéphanie, prinsessa av Belgien: Jag skulle bli kejsarinna: minnen (Ich sollte Kaiserin werden) (Bonnier, 1936)
- L. H. Myers: Härlighet ur fjärran (Strange glory) (Tiden, 1936)
- Anton Wildgans: Fattigdom: drama (Armut) (Radiotjänst, 1937)

### Tonsättningar av Karin Boyes dikter
- 1978 – Blomman bitterhet, Eva Dahlgren (Finns det nån som bryr sej om)
- 2000 – I gräsmarkens ro, CD-skiva med tonsättningar av Karl-Erik Mattsson
  - Torkel Tyre, Stjärnorna, Från en stygg flicka, Trollbunden, Nattskärran, Morgon, Evighet, I rörelse, Unga viljor viner, Vägen hem, Så drivs vi, En målares önskan, Bål, Sköldmön, Efter döden, Gräsets sång samt Karin Boyes inläsning av Ja visst gör det ont.[37]
- 2009 – Tonsättningar av Havet, Vårvisa och Önskan av Emil Lundaahl, framförda i TV 1997[38][39]
- 2016 – Stjärnornas tröst, skiva med dikter tonsatta av Daniel Lemma[40][41]
- 2018 – KnivstaSune tolkar Karin Boye, sex tonsättningar av Sune Bohlin[42]
- 2018 – I rörelse, Annika Norlin tonsätter i SVT programmet Helt Lyriskt[43]
- 2019 – Nya vägar – en körsvit om Karin Boye av Urban Dahlberg[44]

## Galleri

### Bildgalleri

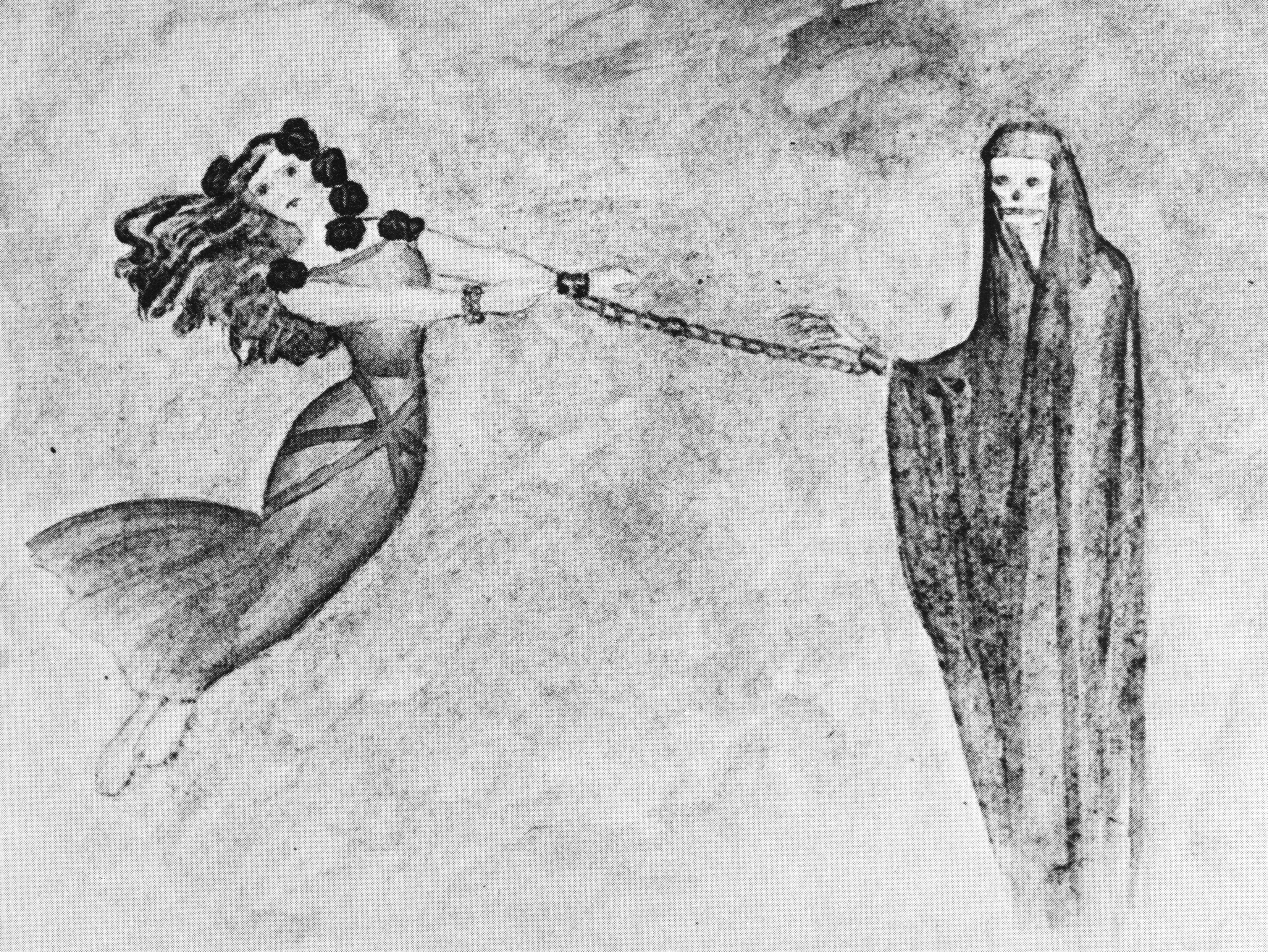
Teckning av Karin Boye då hon var 16-18 år gammal. Karin Boye har kallat den "Alienor". Det latinska ordet kan tolkas som "jag tvingas av en främmande makt."
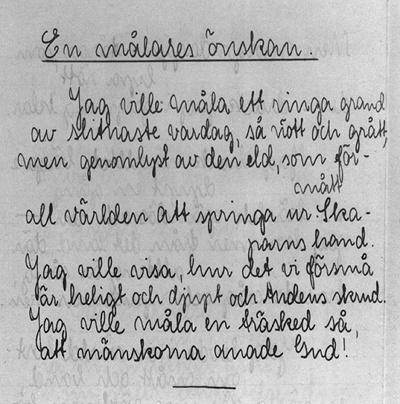
Dikten "En målares önskan", handskriven av Karin Boye 1922.
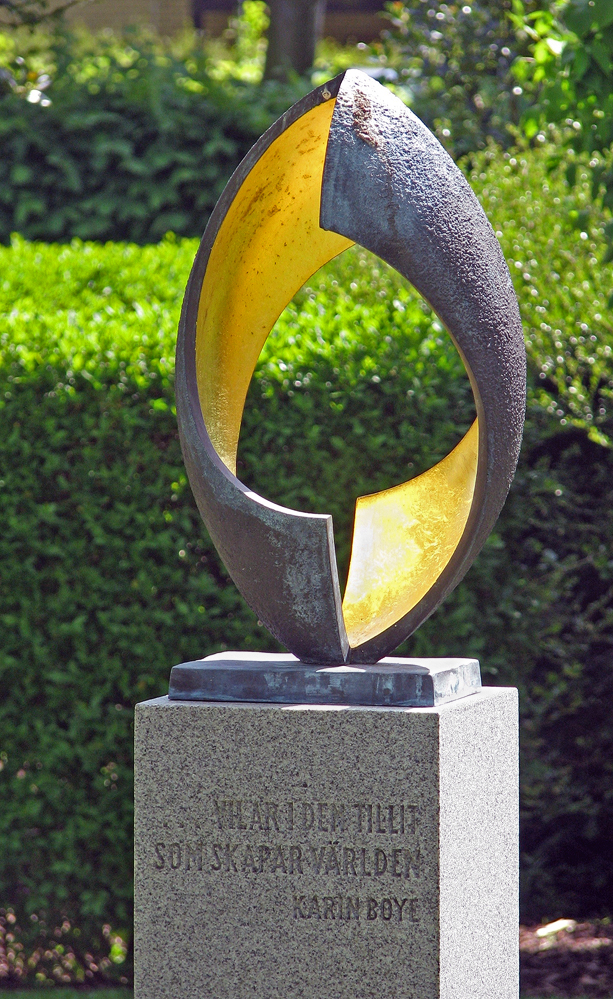
Sista raden i Karin Boyes dikt "Ja visst gör det ont när knoppar brister" återfinns på ett konstverk i Ystads gamla kyrkogårds minneslund.
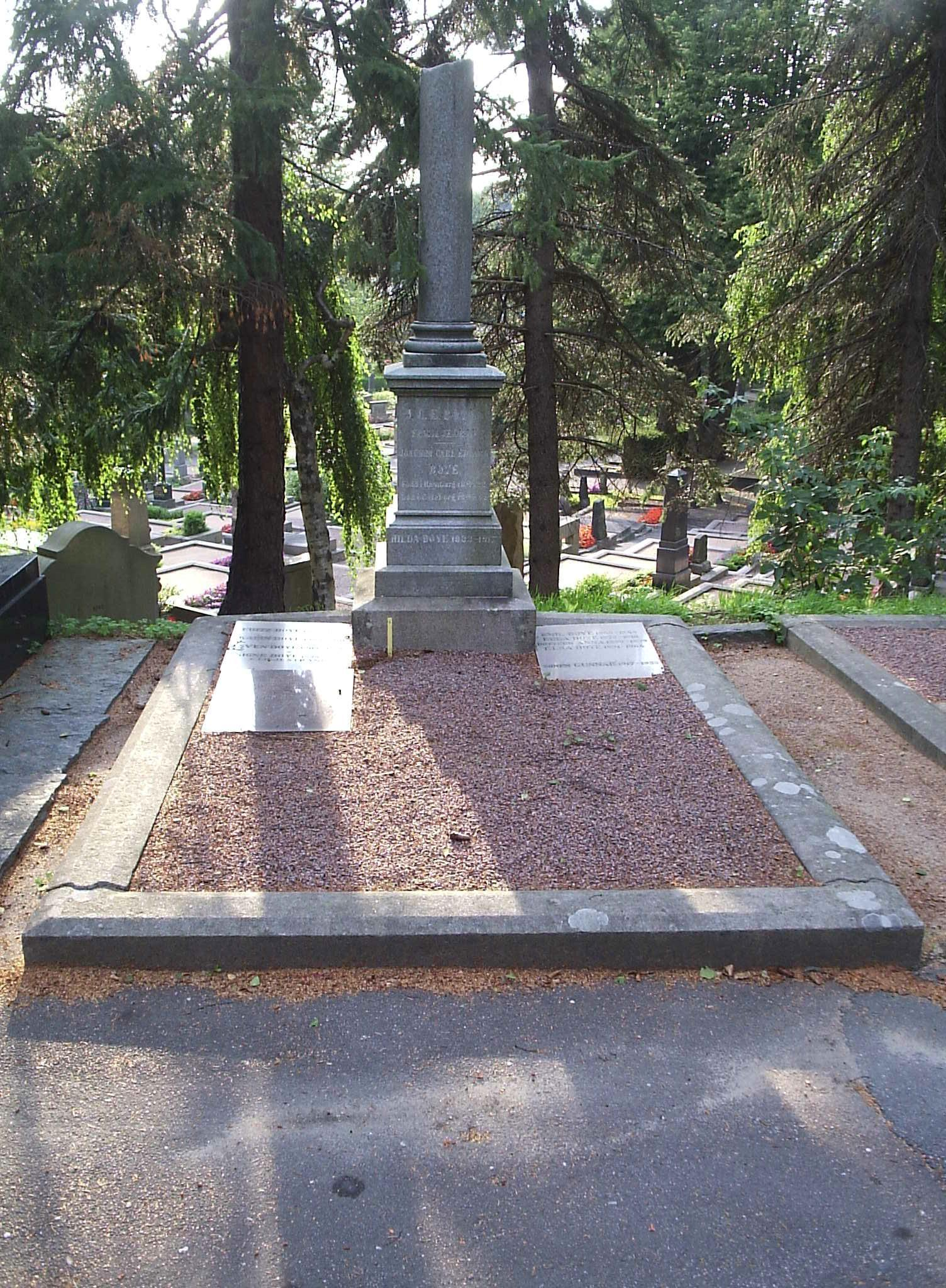
I familjen Boyes släktgrav på Östra kyrkogården i Göteborg har Karin Boye fått sin sista viloplats.
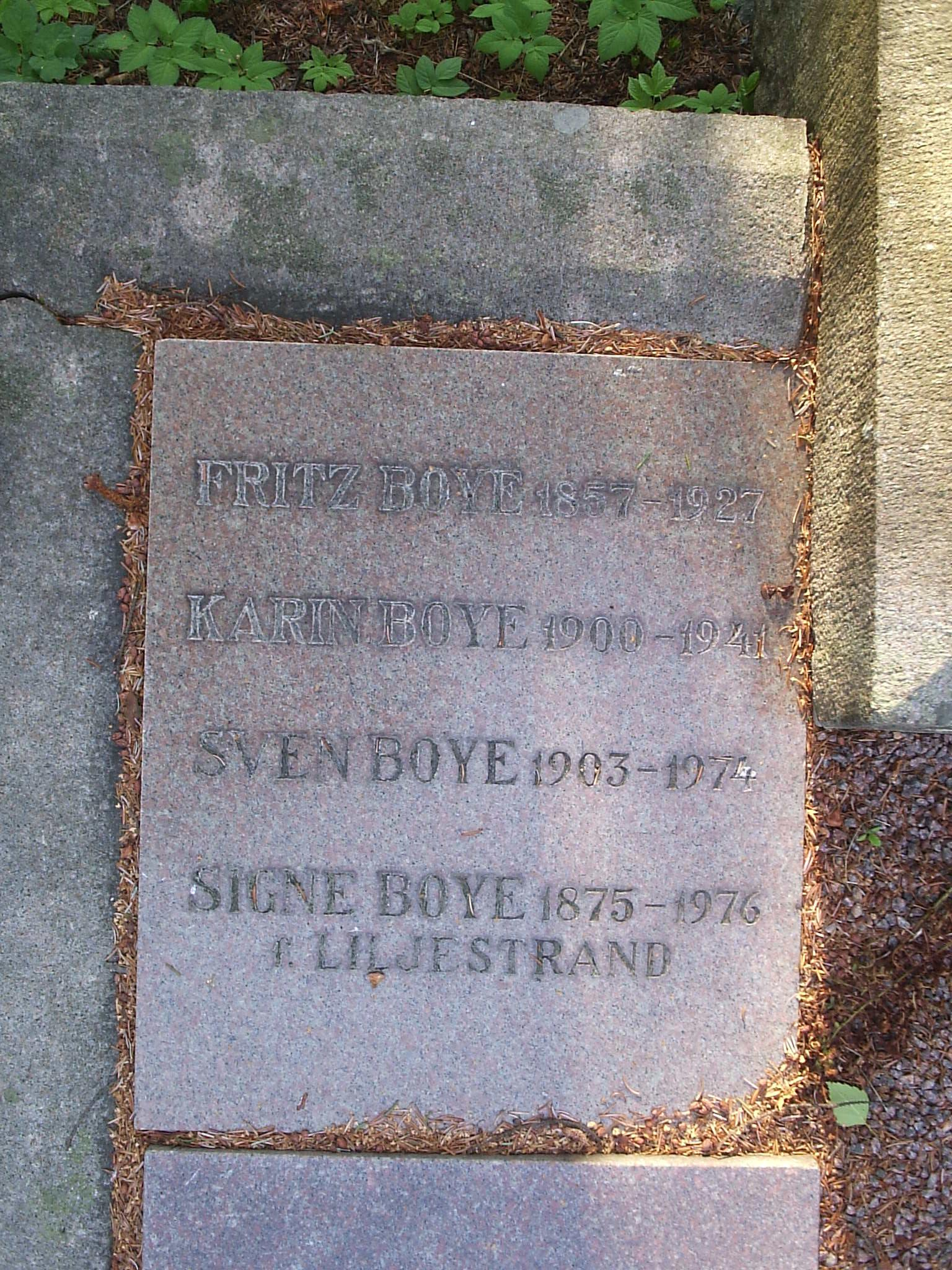
Bland gravstenarna i familjegraven, står det på en mindre stenplatta (vid sidan av tre andra familjemedlemmar): "Karin Boye 1900-1941".

### Exempel på poesi
"Från en stygg flicka" (utdrag ur Härdarna)
| ”                      | Jag hoppas du inte alls har det bra. Jag hoppas du ligger vaken som jag och känner dig lustigt glad och rörd och yr och ängslig och mycket störd. Och rätt som det är, så får du brått att lägga dig rätt för att sova gott. Jag hoppas det dröjer en liten stund... Jag hoppas du inte får en blund! | „ |
| – Karin Boye, Härdarna | |   |